# Malloa
Malloa ist eine Stadt und Gemeinde in der Provinz Cachapoal in der Región del Libertador General Bernardo O’Higgins in Chile. Bei der Volkszählung im Jahr 2017 hatte sie 13.407 Einwohner. Die Gemeinde erstreckt sich über eine Fläche von 112,6 km².

## Geschichte
Es war ursprünglich der Sitz der indigenen Bevölkerung, die bei der Ankunft der ersten Spanier in Chile existierte und sich einige Zeit später dort niederließ. Darin wurde im Mai 1742 der Gründungsbefehl von San Fernando, von der es 16 Kilometer nördlich liegt, durch dem Gouverneur von Chile Manso de Velasco erlassen. Malloa ist seit dem 4. Juli 1845 eine eigene Pfarrkirche. Westlich des Ortes wurden einige Goldminen betrieben. Der Titel einer Stadt wurde ihr am 17. Februar 1873 verliehen.

## Bevölkerung
Laut der Volkszählung des Nationalen Statistikinstituts von 2002 hatte Malloa 12.872 Einwohner (6666 Männer und 6206 Frauen). Davon lebten 4709 (36,6 %) in städtischen Gebieten und 8163 (63,4 %) in ländlichen Gebieten. Die Bevölkerung wuchs zwischen den Volkszählungen 1992 und 2002 um 5,1 % (620 Personen). Im Jahr 2017 zählte man 13.407 Personen.